# Tobar-Doktrin
Nach der auf den ecuadorianischen Außenminister zurückgehenden Tobar-Doktrin aus dem Jahr 1907 sollten die lateinamerikanischen Staaten keine Regierung anerkennen, die illegal durch Gewalt an die Macht gekommen ist. Nicht durch freie Wahlen an die Macht gekommene Regierungen sollen daher erst nach einer Bestätigung durch das Volk anerkannt werden dürfen.
Der Versuch, bei der Anerkennung von Regierungen neben dem Kriterium der Effektivität noch ein weiteres zu etablieren, ist laut Knut Ipsen durch die völkerrechtliche Staatenpraxis nicht bestätigt worden.
Der Gegenentwurf zur Tobar-Doktrin ist die sogenannte Estrada-Doktrin.